# لادیسپولی
لادیسپولی (به ایتالیایی: Ladispoli) یک کومونه در ایتالیا است که در استان رم واقع شده‌است.

## خصوصیات
لادیسپولی ۲۵ کیلومترمربع مساحت و ۳۹٬۸۲۹ نفر جمعیت دارد و ۲ متر بالاتر از سطح دریا واقع شده‌است.

## خواهرخوانده
شهرهای Benicarló، هویزن‌اشتام، Saint-Savin، Łeba، Castroville، تتون و مل، آنتوئر خواهرخوانده‌های لادیسپولی هستند.